# 克里西斯湖
克里西斯湖（英語：Lake Chrissie，南非语：Chrissiesmeer）是南非东北部姆普马兰加省境内的一个浅淡水湖，长约9公里，宽约3公里，面积随季节变化。
克里西斯湖位于一个被称作“新苏格兰”的农业区，约1866年由亚历山大·麦科金代尔（Alexander McCorkindale）创建，他以当时的南非共和国总统马蒂纳斯·韦塞尔·比勒陀利乌斯的女儿克里斯蒂安娜·比勒陀利乌斯（Christiana Pretorius）的名字命名。之前斯威士人称该地区为“Kachibibi”（意为“大湖”），布尔人称之为“Matotoland”。